# ديفيد ديفيس (سياسي)
ديفيد ديفيس (بالإنجليزية: David Davis)‏ هو مسير أعمال وسياسي أمريكي، ولد في 6 نوفمبر 1959 في الولايات المتحدة. حزبياً، نشط في الحزب الجمهوري. في انتخابات مجلس النواب الأمريكي 2006 ‏، انتخب عضو مجلس النواب الأمريكي عن دائرة Tennessee's 1st congressional district ‏ وقد انضم خلال فترته النيابية ‏ (4 يناير 2007 – 3 يناير 2009)  للكتلة البرلمانية الحزب الجمهوري وانتخب عضو مجلس نواب تينيسي (1999 – 2006) وانتخب عضو مجلس النواب الأمريكي.